# Ванеев, Анатолий Александрович
Ване́ев, Анато́лий Алекса́ндрович (26 февраля (9 марта) 1872, Нижний Новгород — 8 (20) сентября 1899, с. Ермаковское, Енисейская губерния, ныне районный центр в Красноярском крае) — активный участник революционного движения в России. Был соратником В.И. Ленина, участвовал в распространении нелегальной литературы.

## Биография

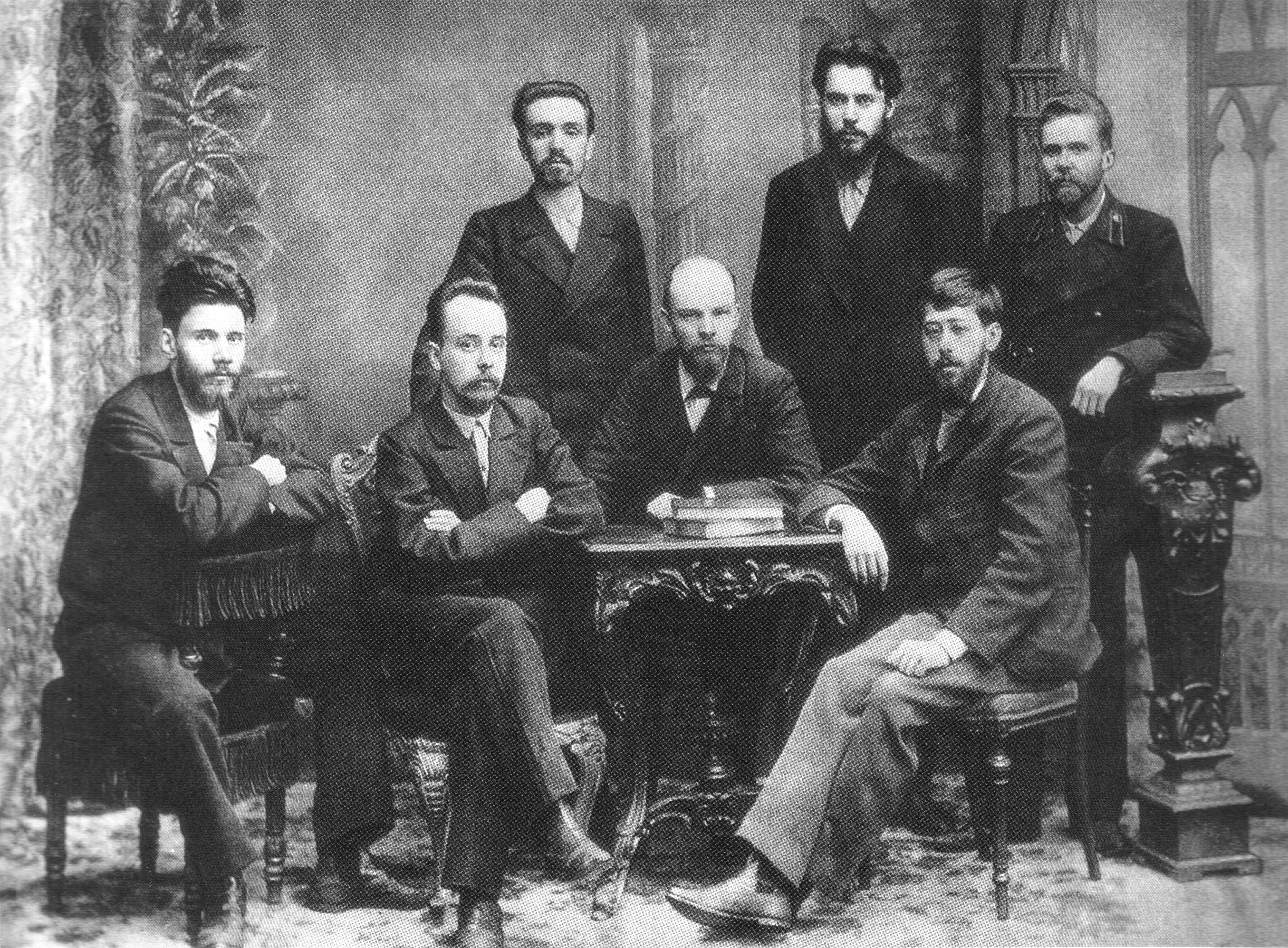
Члены петербургского «Союза борьбы за освобождение рабочего класса». Слева направо (стоят): А. Л. Малченко, П. К. Запорожец, А. А. Ванеев, слева направо (сидят): В. В. Старков, Г. М. Кржижановский, В. И. Ульянов, Ю. О. Мартов. Санкт-Петербург, 1897 год

Родился в семье чиновника. По некоторым сведениям раннее детство провёл в Архангельске. Когда мальчику исполнилось 6 лет, семья переехала в Нижний Новгород. Здесь он окончил сначала Нижегородское уездное училище, а затем Нижегородское Владимирское реальное училище. Поступил в Петербургский технологический институт. Будучи студентом, под руководством В. И. Ульянова участвовал в создании и деятельности Петербургского «Союза борьбы за освобождение рабочего класса». Руководил технической подготовкой издания газеты «Рабочее дело». Также принимал участие в гектографировании работы В. И. Ленина «Что такое «друзья народа» и как они воюют против социал-демократов?»
В декабре 1895 года арестован и в 1897 году сослан в Восточную Сибирь. В ссылке женился на Доминике Труховской. В 1899 году подписал «Протест российских социал-демократов», направленный против так называемых «экономистов».
Скончался в 1899 году в ссылке от туберкулёза.

## Память
- В честь А. А. Ванеева было названо несколько улиц в городах и посёлках СССР.
- В селе Ермаковское Красноярского края открыт дом-музей А. А. Ванеева. В селе также был совхоз имени А. А. Ванеева.
- В городе Бор установлен памятник А. А. Ванееву.
- В Нижнем Новгороде на здании бывшего уездного училища (ул. Ульянова 12) установлена мемориальная доска.